# Ricardo Romero
Ricardo Romero (Buenos Aires, 12 de abril de 1931) es un músico, cantante, director, productor y conductor argentino. Es el creador del famoso grupo Los Cinco Latinos y El Club de los Desvelados.

## Carrera

### Etapa como músico
En sus inicios Ricardo Romero trabajó como trompetista de una orquesta de jazz llamado Los Colegiales. Fue solicitado para integrar el conjunto que secundaria las actuaciones de la estrella cubana María Antonieta Pons.
Luego de conocer a Estela Raval en la Confitería Ruca, participaron como músico y cantante de varias orquestas entre ellas la de Raúl Fortunato. Interpretó "Qué Sé Yo " junto a Raval y  grabó el tema Me Lo Dijo Adela. En 1955 compuso junto a Estela los temas Cosita Buena  y El Aguacero. Ambos alternaban los trabajos en la orquesta con presentaciones como número vivo en los intervalos del cine "Metro", llegando a ser muy reconocidos en el ambiente artístico. En ese mismo año pasaron a integrar la orquesta del trompetista Tullio Gallo, formando luego con este mismo y el trombonista Jorge Pataro el cuarteto vocal Los 4 Bemoles, grabando algunos temas para Columbia Argentina y realizando una gira por los países limítrofes, luego Pataro sería reemplazado por Amado Brancolini. Entre los éxitos con este conjunto están Dos Pimpollos, Marcelino Pan y Vino, Quiero Un Hipopótamo Para Navidad, Isla De Capri, Bésame, Muchachita de Portugal, Buen Día, Tristeza, Rock Mambo y una nueva versión de Ave Maria No Morro.
En 1957 formó junto a Raval el popular grupo pop, Los Cinco Latinos, quienes debutaron por primera vez en el teatro Tabarís el 22 de mayo de ese mismo año.
Además de músico, Romero trabajó como director musical y mánager de Los Cinco Latinos, actuando en sitios de renombre internacional como el teatro Olympia de París en 1961 en una velada compartida con Gilbert Bécaud y que tuvo en la platea a personalidades como Judy Garland, Charles Aznavour y Édith Piaf. La fama del conjunto los llevó en 1964 a participar del exitoso programa de televisión de la cadena de televisión estadounidense CBS The Ed Sullivan Show, mientras que en Cuba tuvieron a lo largo de décadas un programa radial enteramente inspirado en ellos, titulado El Show de Los Cinco Latinos.

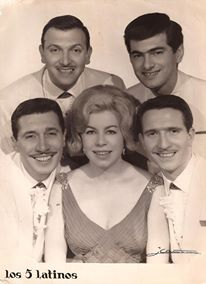
Los Cinco Latinos (Ricardo Romero a la izquierda de Estela Raval)

En 1960 tocó en la Plaza de los Toros en Valencia junto al legendario grupo Los Plateros, suceso que no se reiteró en 1982, en Barcelona.
Con este grupo popularizó internacionalmente el tema de Luis Aguilé Cuando Salí de Cuba, además de realizar inolvidables versiones de La Bamba, Dímelo Tú y Balada De La Trompeta. Además fueron los creadores de la canción Juntitos Juntitos, cortina musical de la comedia televisiva La familia Falcón, de inmensa repercusión en la década del 60.
Con más de 20 placas editadas, el primer disco de Los Cinco Latinos, Maravilloso, Maravilloso, vendió un millón de placas.
El grupo se mantuvo unido por cerca de 13 años, disolviéndose en 1970, cuando Estela Raval comenzó su carrera solista, siempre acompañada por Romero.
En 1974 participó en el espectáculo teatral La Banana Mecánica junto al gran capocómico José Marrone, Moria Casán y Estela Raval.
En 1980 se hizo cargo de la dirección artística del local de la Boca que en tiempos idos fue un boliche llamado El avión. Colocó como primer número de atracción a su entonces esposa Estela Raval.
Los Cinco Latinos se volvieron a reunir en 1982, en una agrupación que se mantuvo activa hasta la actualidad, aunque desde ese momento bajo el nombre Estela Raval y Los Cinco Latinos.
En 1994-1995 tocó por última vez la trompeta en el Teatro Ateneo en el espectáculo que hizo junto a Estela Raval y Los Cinco Latinos llamada Porque Somos Grandes el cual dirigió y fue producido por Carlos Rottemberg.

### Etapa como conductor y músico
Como presentador se destacó en diversos programas radiales y televisivos. Desde 2007 conduce un programa que se emite la madrugada de los domingos por Crónica Televisión, llamado El Club de los Desvelados, donde presenta vídeos de diversos artistas de todo el mundo, todas las épocas y todos los géneros musicales.

## Vida privada
Romero estuvo casado con la legendaria cantante Estela Raval con quien contrajo matrimonio el 4 de enero de 1954 y tuvo a sus dos hijos, Ricardo (nacido en 1963) y Hernán (nacido en 1966) – ambos radicados en los Estados Unidos-, y a su única hija, Mónica (nacida en 1956). Luego de divorciarse, continuó con una fuerte amistad con la cantante a quien acompañó hasta la muerte en 2012. Ricardo conoció a Estela cuando tenía 16 años, cantaba y entregaba tarjetas en un bar. Por ese entonces ella recién comenzaba su carrera y daba sus primeros pasos. Se separaron en 1988 debido a un desgaste matrimonial, que desencadenó en un escándalo mediático.

## Filmografía
Intérprete
- ¡Viva La Vida! (1969)
- Buenas Noches, Buenos Aires (1964)
- Punto y Banca (1959)

Intérprete de la música
- Las Modelos (1963)

## Galardones
Entre tantos premios recibidos a lo largo de una extensa carrera, de 64 años, figuran:
- Premio "Quijote de Oro" en 1960 con su conjunto Los 5 Latinos, en España.
- Premio Martín Fierro en 1962, por la interpretación de Los 5 Latinos con el tema "Juntitos, Juntitos", en la comedia La Familia Falcón.
- Premio Martín Fierro en 1973, que ganó junto a Estela Raval por un especial en canal 13.
- Premio "El Buzón" a la trayectoria en 2011.
- Premio "Raíces" a la trayectoria en 2012, en el que también le entregaron una medalla de honor.
- Copa de Honor en las Bodas de Plata de los Premio Raíces, por sus 65 años de trayectoria artística (2014)
- La agrupación Agustín Magaldi en la Legislatura Porteña, le hace entrega de un premio reconociendo su carrera y aporte a la música y a la cultura nacional (25/07/2014)
- Reconocimiento a la Trayectoria extendida por el Centro de Estudios de la Cultura Popular Argentina (CEDICUPO) en la mítica Botica del Ángel 25 DE junio DE 2015